# Tazza

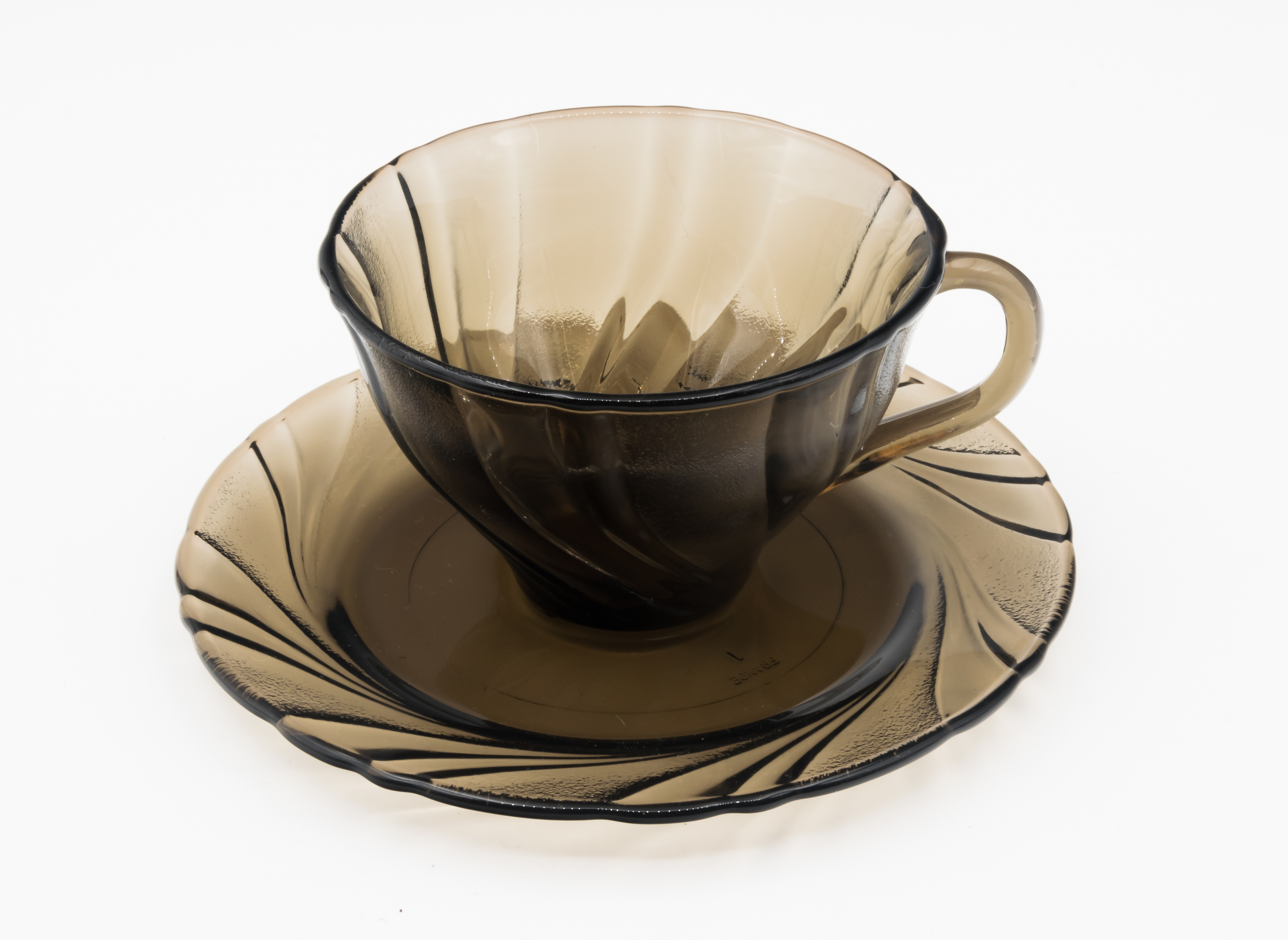
Una tazzina da caffè

La tazza, nota nel linguaggio comune anche come chicchera (dallo spagnolo jícara), è un recipiente a bocca circolare dotato di un manico ad ansa (più raramente due) utilizzato soprattutto per servire bevande calde come caffè, caffellatte, cappuccino, tè, camomilla, cioccolata o consommé. La tazza è in genere abbinata a un piattino dello stesso materiale e con le stesse decorazioni. I materiali più comunemente usati sono la porcellana e ceramica, ma esistono tazze anche in vetro, metallo, plastica o altri materiali.

## Tipi
Diversi modelli di tazza, concepiti per specifiche bevande, hanno nomi specifici:
- tazzina da caffè
- tazza da tè
- tazza da consommé
- tazza da cappuccino
- mug
- tisaniera

Come i piatti, i bicchieri, le posate e altri contenitori alimentari, le tazze sono spesso commercializzate in servizi o set; un servizio di tazze può contenere accessori correlati come una lattiera, una zuccheriera o una teiera.
Le tazze, come in genere la porcellana, sono originarie dell'Estremo Oriente (Cina), e incominciarono a essere prodotte in Europa solo intorno al XV secolo. Le tazze più tradizionali sono quelle di porcellana bianca fine, traslucida, spesso decorate con motivi floreali, che possono anche costituire preziosi oggetti da collezione. A una tazza di questo tipo può essere abbinato, oltre al piattino, anche un cucchiaino d'argento col manico dotato di un intarsio di porcellana in coordinato con gli altri elementi.
Tazze commemorative di determinati luoghi o eventi sono fra i gadget più comuni nel mercato dei souvenir turistici.

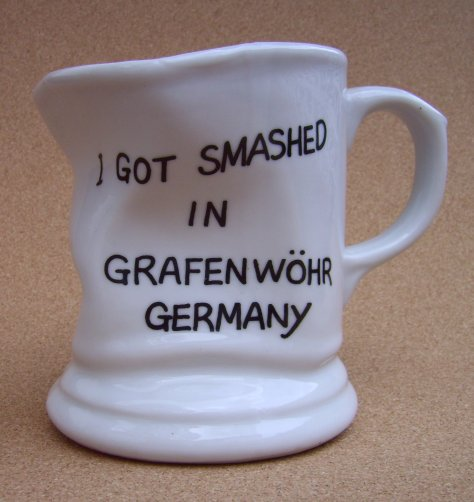
Tazza souvenir
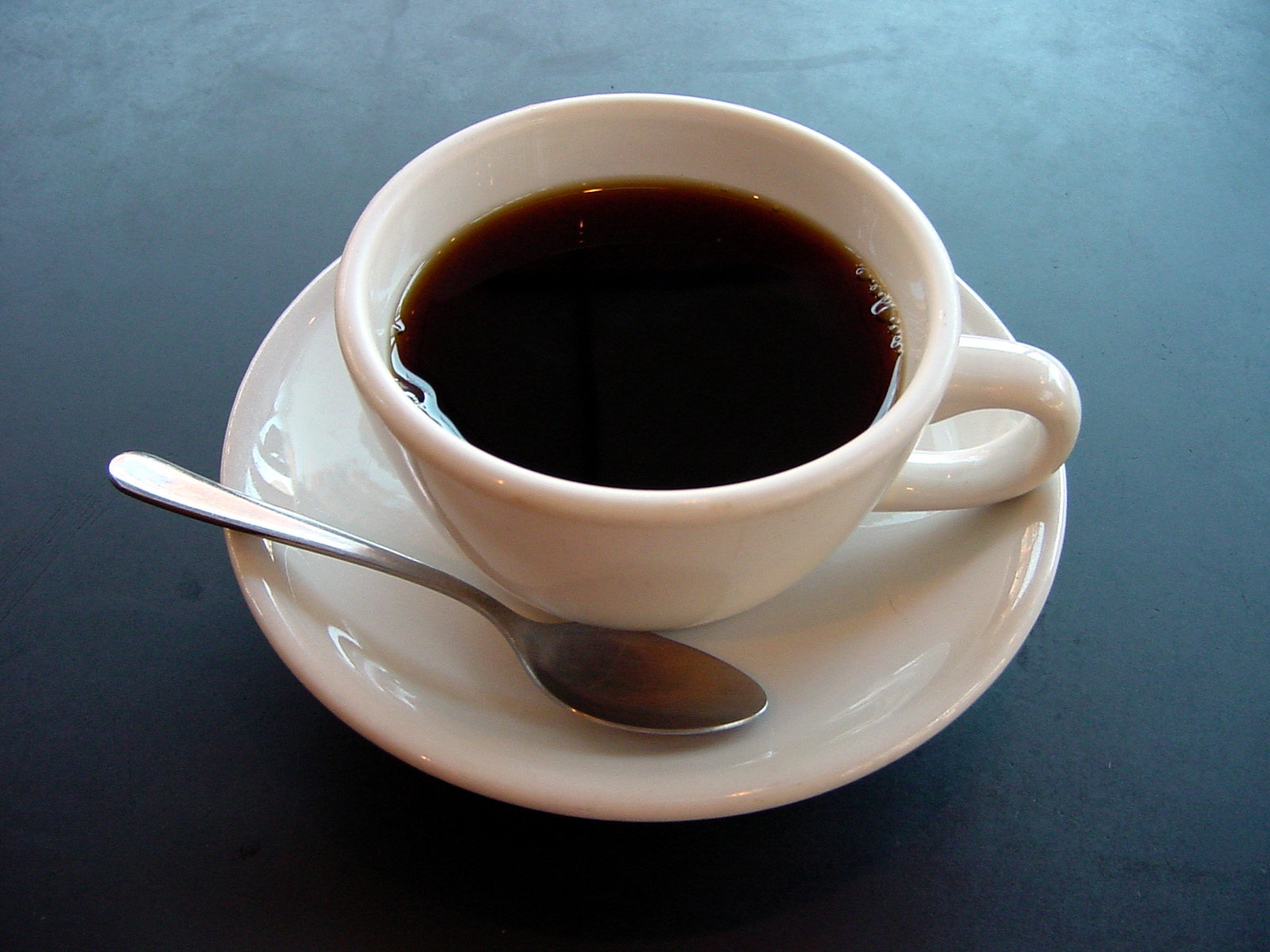
Tradizionale tazzina di caffè
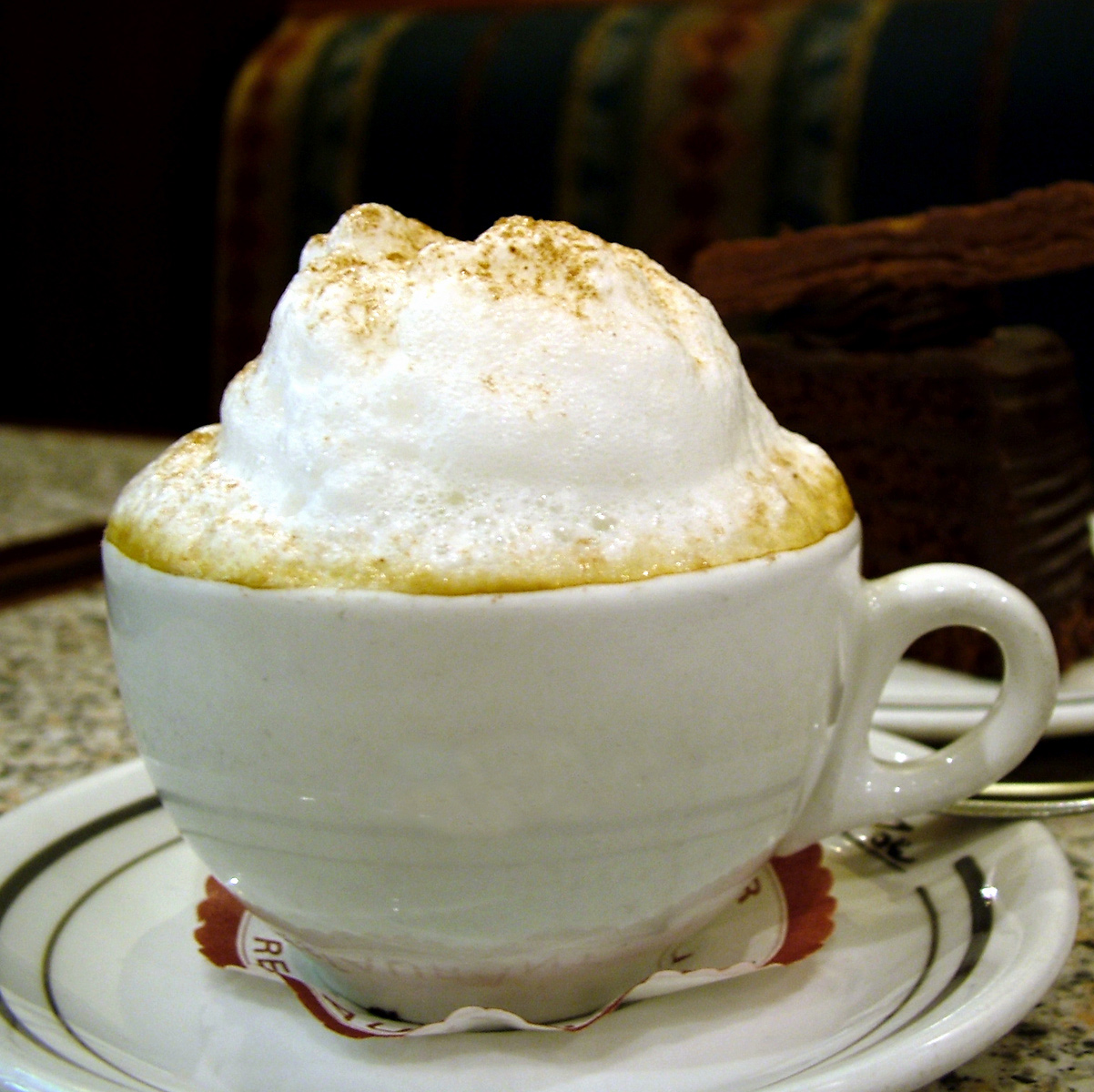
Tazza da cappuccino
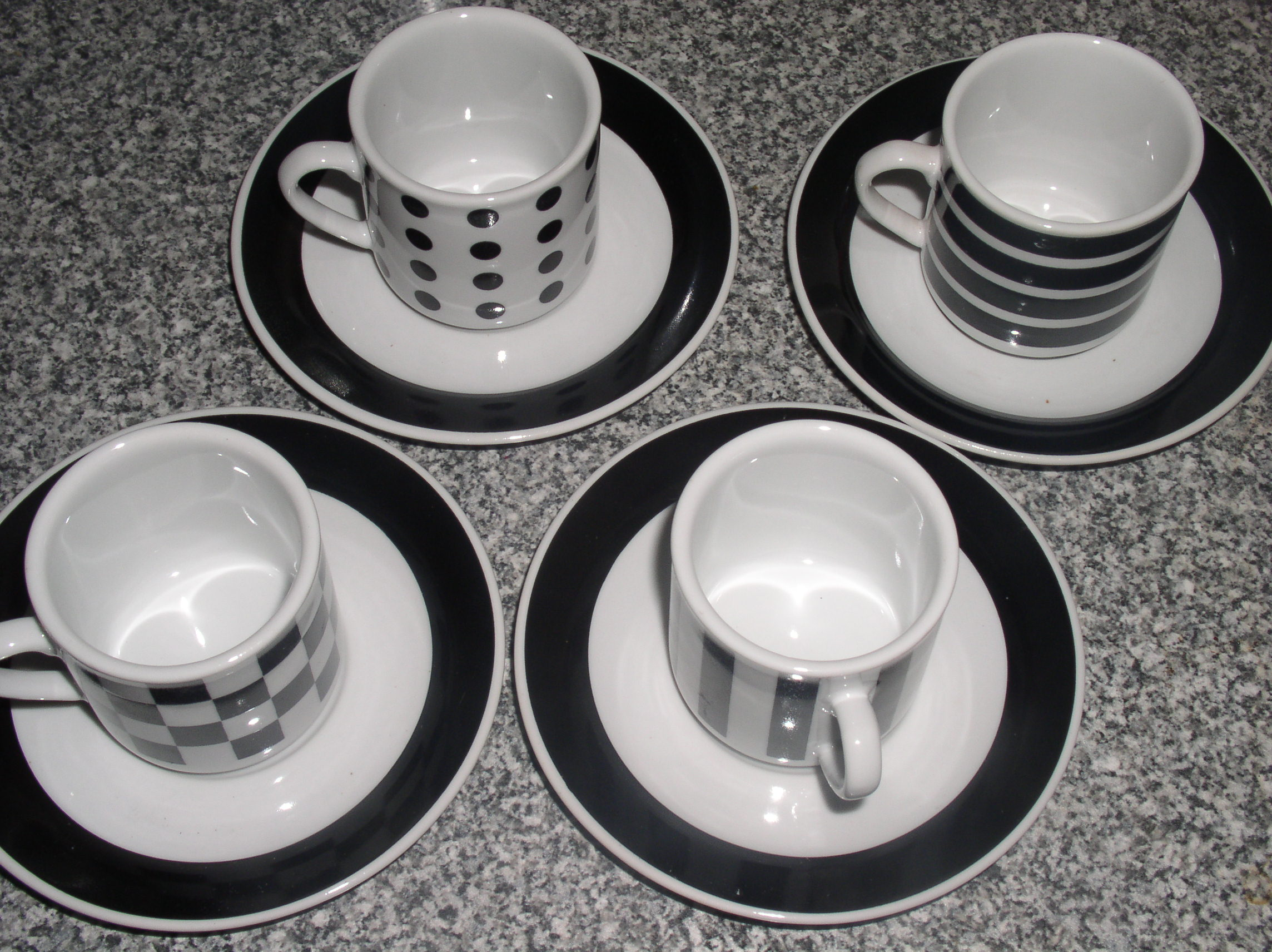
Servizio da caffè con motivi moderni
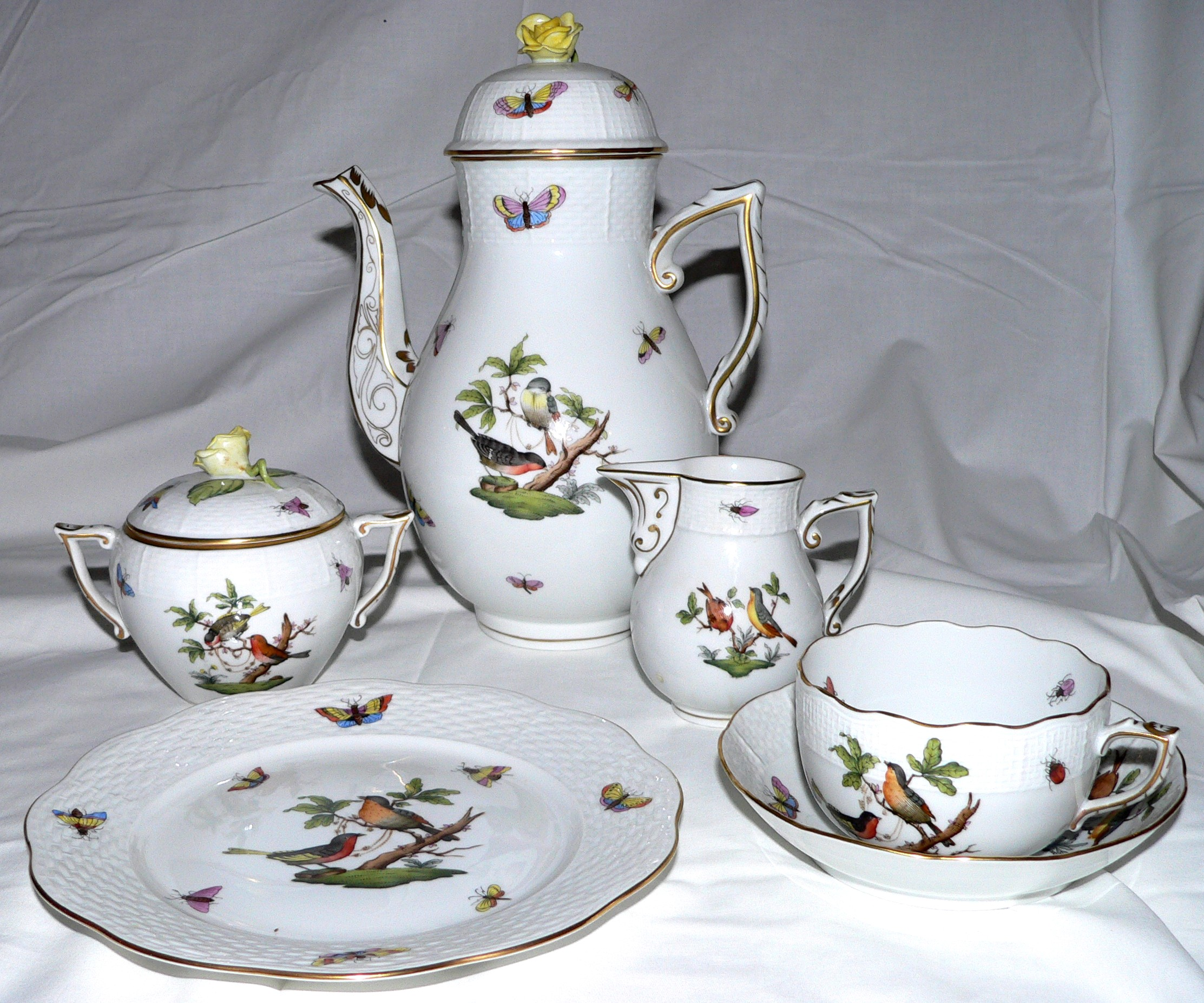
Servizio con tazza da tè (a destra)
Tazzina da caffè di vetro irlandese
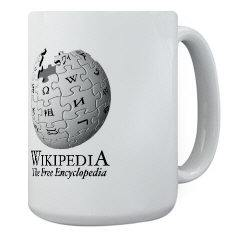
Tazza gadget di Wikipedia